# Сидельников, Андрей Геннадьевич
Андре́й Генна́дьевич Сиде́льников (род. 8 марта 1980, Москва) — российский и казахстанский футболист, вратарь.

## Карьера

### Клубная
Воспитанник молодёжной школы московского «Спартака». В 15 лет отправился выступать в Нидерланды за юношеский состав клуба «Херенвен» (его заметил тренер Фоппе де Хан). Вернулся в «Спартак» и в 1997 году попал в заявку, но матчей так и не провёл и на следующий год был отдан в фарм-клуб «Спартак-2», выступавший во втором дивизионе, в котором провёл три сезона.
С 2001 по 2002 годы играл в минском «Динамо». Далее выступал в российских клубах «Химки», «Спартак» Тамбов, «Динамо» Махачкала, «Спартак» Владикавказ. В 2007 году перешёл в клуб Премьер-лиги «Спартак-Нальчик», за который провёл три матча и 19 матчей в первенстве дублёров.
В 2008 году перешёл в казахстанский клуб «Актобе» к российскому тренеру Владимиру Муханову. В матче на Кубок Казахстана 16 ноября 2008 года отбил пенальти Жамбыла Кукеева, и «Актобе» победил в финале клуб «Алма-Ата» (3:1). Чемпионство решилось 20 ноября в дополнительном матче с костанайским «Тоболом». В серии пенальти Сидельников отбил удар лидера атак костанайцев Нурбола Жумаскалиева и принёс победу и золотой дубль своей команде. Всего в «Актобе» выиграл три чемпионата Казахстана и ещё четыре сезона становился призёром. В 2010 и 2014 годах выигрывал с клубом Суперкубок Казахстана. В декабре 2014 года контракт с 34-летним голкипером новый тренер Владимир Газзаев не стал продлевать.
В 2015 году — игрок клуба «Ордабасы» Шымкент под руководством россиянина Виктора Кумыкова. Команда остановилась в шаге от пьедестала (четвёртое место), но попала в Лигу Европы УЕФА. Однако в конкуренцию в воротах Сидельников проигрывал Сергею Бойченко.
В феврале 2016 года по приглашению нового главного тренера алматинского «Кайрата» Александра Бородюка подписал трёхлетний контракт с этим клубом. 8 марта был в запасе в победной игре на Суперкубок Казахстана по футболу 2016 с чемпионом «Астаной». С неожиданным уходом Бородюка Сидельников оказался не у дел. Кахабер Цхададзе предпочёл иметь в воротах Владимира Плотникова. Сидельников вышел один раз на игру с аутсайдером «Акжайыком», пропустил два гола и больше на поле не выходил.
В январе 2017 года подписал годовой контракт со своим старым клубом «Актобе». В январе 2018 года стал свободным агентом. Объявил о завершении карьеры игрока и объявил о завершении карьеры.

### В сборной Казахстана
В 2010 году Сидельников принял гражданство Казахстана и 3 марта 2010 года дебютировал за сборную немецкого тренера Берндта Шторка в матче со сборной Молдавии в товарищеском матче в турецкой Анталье (0:1). Последний матч провёл в сборной россиянина Юрия Красножана со сборной Исландии в отборочном турнире ЧЕ-2016 6 сентября 2015 года в Рейкьявике (0:3). Всего сыграл 29 игр и пропустил 48 мячей.

## Достижения
«Актобе»
- Чемпион Казахстана (3): 2008, 2009, 2013
- Серебряный призёр чемпионата Казахстана (2): 2010, 2014
- Бронзовый призёр чемпионата Казахстана (2): 2011, 2012
- Обладатель Суперкубка Казахстана (2): 2010, 2014
- Обладатель Кубка Казахстана (1): 2008

«Кайрат»
- Серебряный призёр чемпионата Казахстана (1): 2016
- Обладатель Суперкубка Казахстана (1): 2016

### Личные
- Лучший вратарь чемпионата-2012 в списке 33 лучших футболистов ФФК
- Лучший вратарь чемпионата-2013 в списке 33 лучших футболистов ПФЛ РК
- Лучший футболист казахстанской премьер-лиги 2013 по мнению издания «PROSPORT Казахстан»[12].